# San Antonio (Yocalla)
San Antonio ist eine Ortschaft im Departamento Potosí im Hochland des südamerikanischen Andenstaates Bolivien.

## Lage im Nahraum
San Antonio liegt in der Provinz Tomás Frías und ist der größte Ort im Cantón Santa Lucía im Municipio Yocalla. Die Ortschaft liegt auf einer Höhe von 3600 m am rechten, westlichen Ufer des Río Alja Mayu, der hier in südlicher Richtung fließt.

## Geographie
San Antonio liegt am Ostrand des bolivianischen Altiplano vor der Anden-Gebirgskette der Cordillera Central.
Die mittlere Jahrestemperatur der Region liegt bei etwa 11 °C (siehe Klimadiagramm Potosí), der Jahresniederschlag beträgt etwa 350 mm. Die Region weist ein ausgeprägtes Tageszeitenklima auf, die Monatsdurchschnittstemperaturen schwanken nur unwesentlich zwischen 8 °C im Juni/Juli und 13 °C von November bis März. Die Monatsniederschläge liegen zwischen unter 10 mm in den Monaten Mai bis September und knapp 80 mm im Januar und Februar.

## Verkehrsnetz
San Antonio liegt in einer Entfernung von acht Straßenkilometern westlich von Potosí, der Hauptstadt des gleichnamigen Departamentos.
Aus Potosí heraus führt die Nationalstraße Ruta 1 in nördlicher Richtung über  San Antonio und Yocalla weiter nach Poopó, Oruro und El Alto, der Nachbarstadt von La Paz, und nach Desaguadero am Titicacasee.

## Bevölkerung
Die Einwohnerzahl der Ortschaft ist in dem Jahrzehnt zwischen den beiden letzten Volkszählungen um etwa zwei Drittel angestiegen:
| Jahr | Einwohner         | Quelle       |
| ---- | ----------------- | ------------ |
| 1992 | keine Detaildaten | Volkszählung |
| 2001 | 367               | Volkszählung |
| 2012 | 605               | Volkszählung |
| 2024 |                   | Volkszählung |

Die Region weist einen deutlichen Anteil an Quechua-Bevölkerung auf, im Municipio Yocalla sprechen 94,5 Prozent der Bevölkerung Quechua.